# Oskar Merikanto
Frans Oskar Merikanto, nato Frans Oskar Mattsson (Helsinki, 5 agosto 1868 – Hausjärvi, 17 febbraio 1924), è stato un compositore, pianista, organista, direttore d'orchestra e docente finlandese.
Era il padre di Aarre Merikanto (1893-1958), anch'egli compositore.

## Biografia
Suo padre di origine svedese, Frank Mattsson, adottò il nome di "Merikanto" una volta trasferitosi in Finlandia. Il giovane Oskar affrontò i primi studi di musica a Helsinki, poi in Germania, presso il Conservatorio di Lipsia (1887-1889) e infine al Conservatorio di Berlino nel 1890-1891. A Helsinki, insegnò organo dal 1889 al 1914 presso la Scuola di cantori e organisti. All'Istituto musicale (diventata poi l'Accademia Sibelius), tra il 1904 e il 1918, insegnò organo e si occupò della formazione dei maestri del coro. Nel 1911 contribuì a fondare il National Opera House (ora Opera Nazionale Finlandese), di cui fu il primo direttore permanente (1911-1914), e direttore esterno regolarmente fino al 1922. Divenne inoltre critico musicale, e, cosa ancora più importante, organista presso la Chiesa di San Giovanni di Helsinki dal 1892 fino alla sua morte nel 1924.
Come compositore (in stile tardo-romantico), ha prodotto molte opere per pianoforte e organo, musica da camera, numerose melodie e duetti per voce e pianoforte, musica corale (anche a cappella, per coro misto e coro maschile e coro femminile, e anche con accompagnamento orchestrale), musica da scena, e tre opere (la prima di esse, Pohjan NEITI (1898), è anche la prima scritta in finlandese).

## Composizioni (selezione)

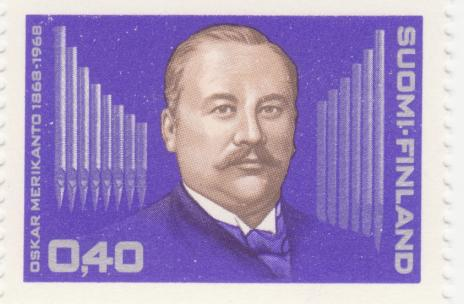
Oskar Merikanto in un francobollo a lui dedicato

### Pianoforte
- 1885: Kesäilta (Notte d'Estate), op. 1;
- 1888: Minuetto (Minuetto), op. 4; Käppeli (Cappella), op. 5 malinconico valzer (titolo originale), op. 6 n. 3 (quattro mani); op. 6 n. 4 (scherzo); op. 6 n. 5 (valzer 'a la Chopin')
- 1890: Gavotti (Gavotte) op. 8; Ala itke AITiN (Madre, non piangere), Variazioni su una canzone popolare finlandese op. 21;
- 1897: Tablåmusik (scena musicale), op. 23;
- 1898: Valzer lento (titolo originale), op. 33
- 1900: Atlantin Yli (l'Atlantico), op. 28;
- 1902: salonkitansseja Uusi (ballo liscio New), 8 pezzi op. 43; Kaksi improvvisato (2 improvvisi) op. 44; Marss Unkarilainen (marzo ungherese) op. 46 (quattro mani);
- 1903: kappaleita Lyyrillisiä (Pezzi lirici), 5 pezzi op. 50;
- 1907: Barcarolle (titolo originale), op. 65;
- 1910: 2 pezzi op. 73;
- 1916: Nuorisolle (per i giovani), 8 pezzi op. 92;
- 1923: Pikku Anjan elämästä (La vita della piccola Anja), 6 pezzi op. 112.

### Organo
- 1890: Konserttifantasia (concerto Fantasy);
- 1898: Surumarssi (Marcia funebre), op. 25;
- 1901: Häähymni (Inno di nozze)
- 1905: 100 koraalialkusoittoa (100 preludi corali), op. 59;
- 1913: Passacaglia (Passacaglia) in fa diesis minore op. 80;
- 1915: Lähtökappaleita (Postlude), 3 pezzi op. 88;
- 1923: ja Koraal Fantasia (Fantasia e corale);
- 1924: loppusoitot ja Koraalialkusoitot (preludi corali e postludes), 164 brevi pezzi per lo studio.

### Musica da camera
- 1886: Serenata (Serenade) per violino e pianoforte in la maggiore;
- 1888: Andante per quartetto d'archi; Romanssi (Romance) per violino e pianoforte in sol maggiore;
- 1899: Liebestraum (Sogno d'amore) per violino e pianoforte op. 9;
- 1918: due pezzi per violino e pianoforte op. 102.

### Musica da scena
- 1897: Tablåmusik (scena musicale di), op. 23 (versione orchestrale del pianoforte eponimo di cui sopra, anche 1897);
- 1899: Tukkijoella (navigazione sul fiume), op. 13;
- 1900: tyttö päivänä (La ragazza con la luce del giorno), per voce recitante, voce, coro femminile, coro maschile, pianoforte e armonium; Juhannustulilla (Fuoco una notte d'estate), op. 14;
- 1910: Carino, per voce e orchestra da camera;

### Canzoni per voce e pianoforte
- 1889: Liebeslieder (Canzoni d'amore), 4 melodie op. 7;
- 1891: Laulu Kolme (3 brani) op. 20;
- 1898: Laulu Neljä (4 brani) op. 32;
- 1899: Lauluja Pianon säestyksellä (Canzoni con pianoforte), 3 melodie op. 36;
- 1901: 4 Lieder op. 38;
- 1902: Laulu Neljä (4 brani) op. 47;
- 1906: Duetteja (Duets) per soprano e baritono, op. 62;
- 1907: Suomalaisia kansanlauluja IV (musica folkloristica finlandese IV), arrangiamenti di 50 melodie tradizionali;
- 1908: Laulu Kaksi (2 brani) op. 71 Lastenlauluja (canzoni per bambini), op. 67
- 1911: Haudoilta (Graves), op Cycle. 74; Kolme Laulu (3 brani) op. 75;
- 1914: Lauluja (Canzoni), op. 81 (4 melodie), op. 82 (4 melodie) e op. 83 (4 melodie); uusi duettoja (nuovi duetti) per soprano e baritono, op. 85
- 1917: duettoja Neljä (4 duo) per soprano e baritono, op. 95;
- 1921: Drei Lieder (3 canzoni), op. 108;
- 1923: Laulu Kaksi (2 brani) op. 113.

### Opere corali
- 1895: Come Kolm, per coro maschile a cappella, op. 19;
- 1898: 8 Miesäänistä Laulu (8 brani per coro maschile a cappella), op. 42
- 1906: maa virran Kymmenen (il paese dei 10 fiumi), per coro a cappella, op. 57; Kantaatti JV muistolle Snellmanin (cantata in ricordo di JV Snellman), per voce recitante, coro misto, coro femminile e orchestra;
- 1907: Kohtaus Bhagavad Gîtâsta (Scena per Bhagavad Gita), melodramma per voce recitante, coro e orchestra op. 70;
- 1913: Till Doden Ara, cantata per soprano, baritono, coro, narratore e orchestra d'archi (o pianoforte) op. 77;
- 1915: Kehrääjä-Aita (La madre al volante) per soprano, baritono, coro maschile e pianoforte, op. 89;
- 1918: Tvänne Frihetssånger (2 canti per la libertà) per coro a cappella con il baritono solista, op. 98;
- 1923: Kantaatti kuussatavuotisjuhlaan kirkon Lohjan (Cantata per il 600º anniversario della chiesa di Lohja) op. 111.

### Opere liriche
- 1898: Pohjan NEITI (La ragazza del Nord), in tre atti, sulla base del poema epico nazionale Kalevala;
- 1910: Elinan Surma (La morte di Elina), in cinque atti;
- 1919: Regina von Emmaritz, in cinque atti.